# Mármol

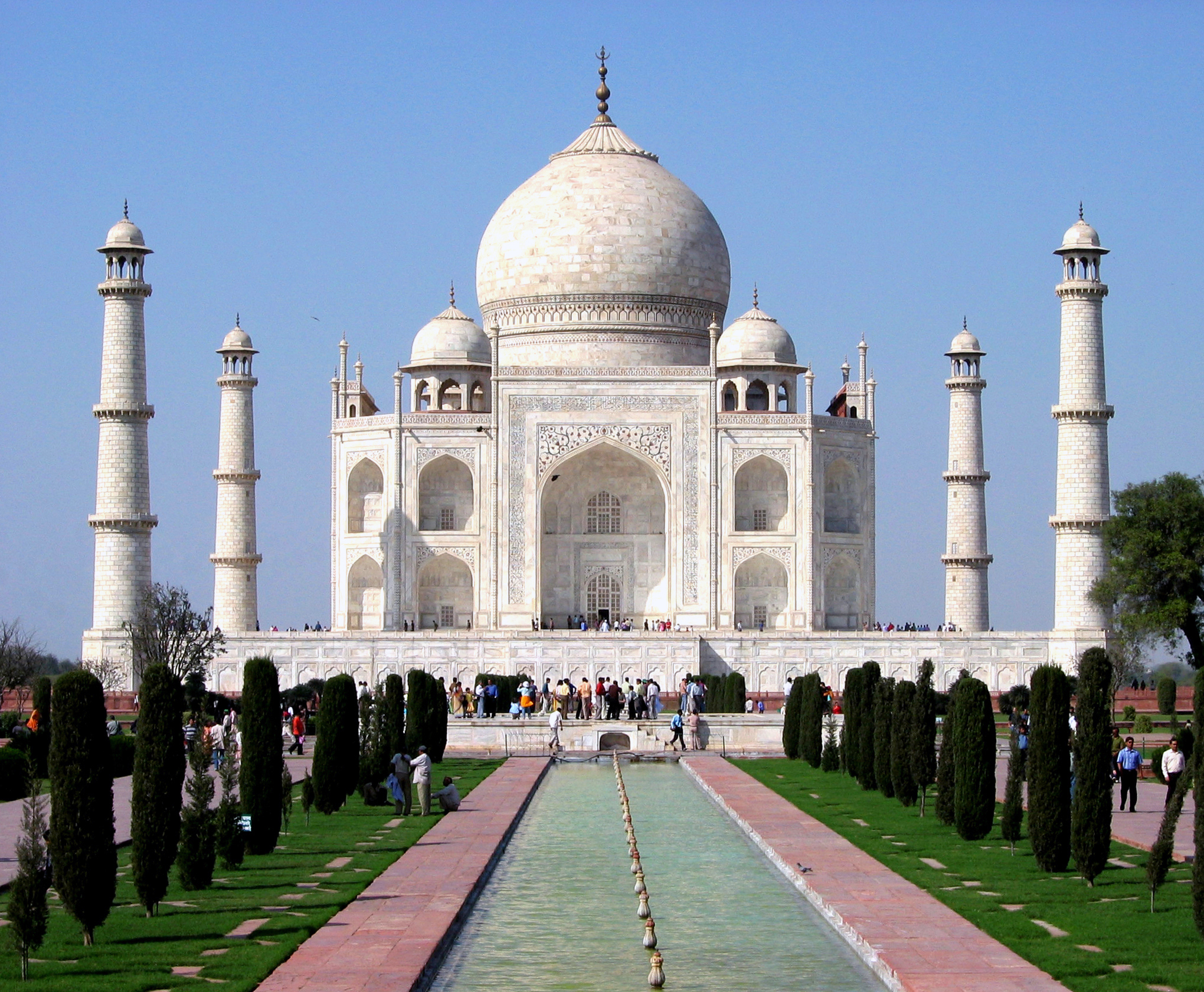
Taj Mahal, famoso monumento hecho con mármol.

En geología, el mármol es una roca metamórfica compacta formada a partir de rocas calizas que, sometidas a elevadas temperaturas y presiones, alcanzan un alto grado de cristalización. El componente básico del mármol es el carbonato cálcico, cuyo contenido supera el 90%; los demás componentes son los que dan gran variedad de colores a los mármoles y definen sus características físicas. Tras un proceso de pulido por abrasión el mármol alcanza alto nivel de brillo natural, es decir, sin ceras ni componentes químicos. 
El mármol se utiliza principalmente en la construcción, decoración y escultura. 
A veces es translúcido, de diferentes colores, como blanco, castaño, rojo, verde, negro, gris, amarillo, azul, y puede aparecer de coloración uniforme, jaspeado (con motas), veteado (tramado de líneas) y diversas configuraciones o mezclas entre ellas.
En cantería se denomina incorrectamente mármol a algunos tipos de calizas, pero su uso en mampostería abarca más ampliamente la piedra caliza no metamorfizada. Ateniéndose al concepto petrológico, no al comercial, solo se pueden considerar mármoles en sentido estricto a los agregados cristalinos de calcita en mosaico por recristalización metamórfica de una caliza o dolomía precedente.

## Geología

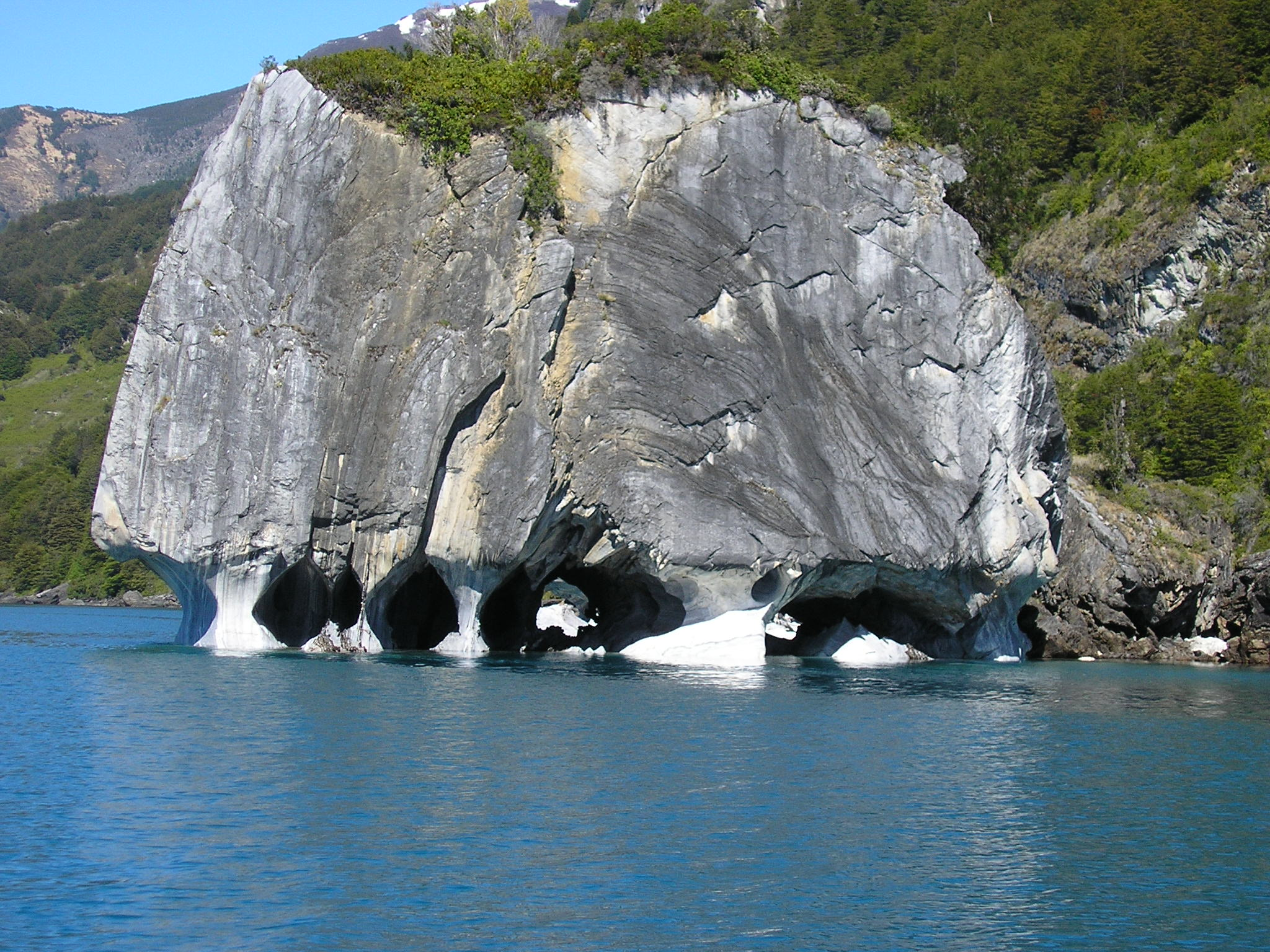
Mármol plegado y meteorizado en el lago General Carrera, Chile.

El mármol es una roca resultante del metamorfismo de rocas sedimentarias carbonatadas, normalmente calizas o dolomias. El metamorfismo provoca la recristalización variable de los granos minerales del carbonato original. La roca de mármol resultante suele estar compuesta por un mosaico entrelazado de cristales de carbonato. Las texturas y estructuras sedimentarias primarias de la roca carbonatada original (protolito) suelen haber sido modificadas o destruidas.
El mármol blanco puro es el resultado del metamorfismo de un protolito calizo o dolomítico muy puro (pobres en silicato). Los remolinos y venas características de muchas variedades de mármol coloreado suelen deberse a diversas impurezas minerales como arcilla, limo, arena, óxido de hierro o esquisto que originalmente estaban presentes como granos o capas en la caliza. La coloración verde se debe a menudo a serpentina resultante de una caliza o dolomita originalmente rica en magnesio con impurezas de sílice. Estas diversas impurezas han sido movilizadas y recristalizadas por la intensa presión y calor del metamorfismo.

## Química

### Degradación por ácidos
Los ácidos reaccionan con el carbonato de calcio del mármol, produciendo ácido carbónico (que se descompone rápidamente formando  CO2 y H2O) y otras sales solubles :
CaCO3(s) + 2H+(aq) → Ca2+(aq) + CO2(g) + H2O (l)
Las estatuas de mármol expuestas en el exterior, lápidas de tumbas, u otras estructuras de mármol son dañadas por la lluvia ácida mediante carbonación, sulfatación o la formación de "costra negra" (acumulación de partículas de sulfato de calcio, nitratos y carbón). Se debe evitar el uso de vinagre y otras soluciones ácidas al limpiar productos de mármol.

### Cristalización
La cristalización se refiere a un método para impartir un acabado brillante más duradero a un suelo de mármol (CaCO3). Se trata de pulir la superficie con una solución ácida y una almohadilla de lana de acero en una máquina para pisos. La siguiente reacción química muestra un proceso típico que utiliza fluorosilicato de magnesio (MgSiF6) y ácido clorhídrico (HCl), ocurriendo:
CaCO3(s) +  MgSiF6(l) + 2HCl (l) → MgCl2(s) + CaSiF6(s) + CO2(g) + H2O(l)
El hexafluorosilicato de calcio resultante (CaSiF6) se une a la superficie del mármol. Esta es más dura, más brillante y resistente a las manchas en comparación con la superficie original.
El otro método de acabado de mármol utilizado con frecuencia es el pulido con ácido oxálico (H2C2O4), un ácido orgánico. La reacción resultante es la siguiente.
CaCO3(s) + H2C2O4(l) → CaC2O4(s) + CO2(g) + H2O(l)
En este caso el oxalato de calcio (CaC2O4) formado en la reacción se lava con la suspensión, dejando una superficie que no se ha modificado químicamente.

### Degradación por microbios
La bacteria metilotrófica haloalcalifílica Methylophaga murata fue aislada de mármol en deterioro en el Kremlin. Se detectó degradación bacteriana y fúngica en cuatro muestras de mármol de la Catedral de Milán; el Cladosporium negro atacó la resina acrílica seca usando melanina.

## Características

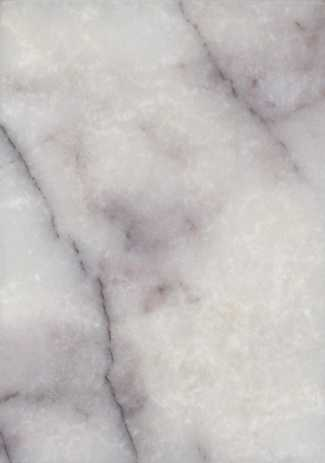
Muestra de mármol pulido.

- En la naturaleza los yacimientos de mármol se encuentra en masas, que pueden ser estratiformes (en capas) o irregulares, dependiendo del grado de deformación tectónica y metamórfica de la roca original.
- Es susceptible a ser atacado por ácidos produciendo efervescencia.

### Propiedades físicas
Dureza

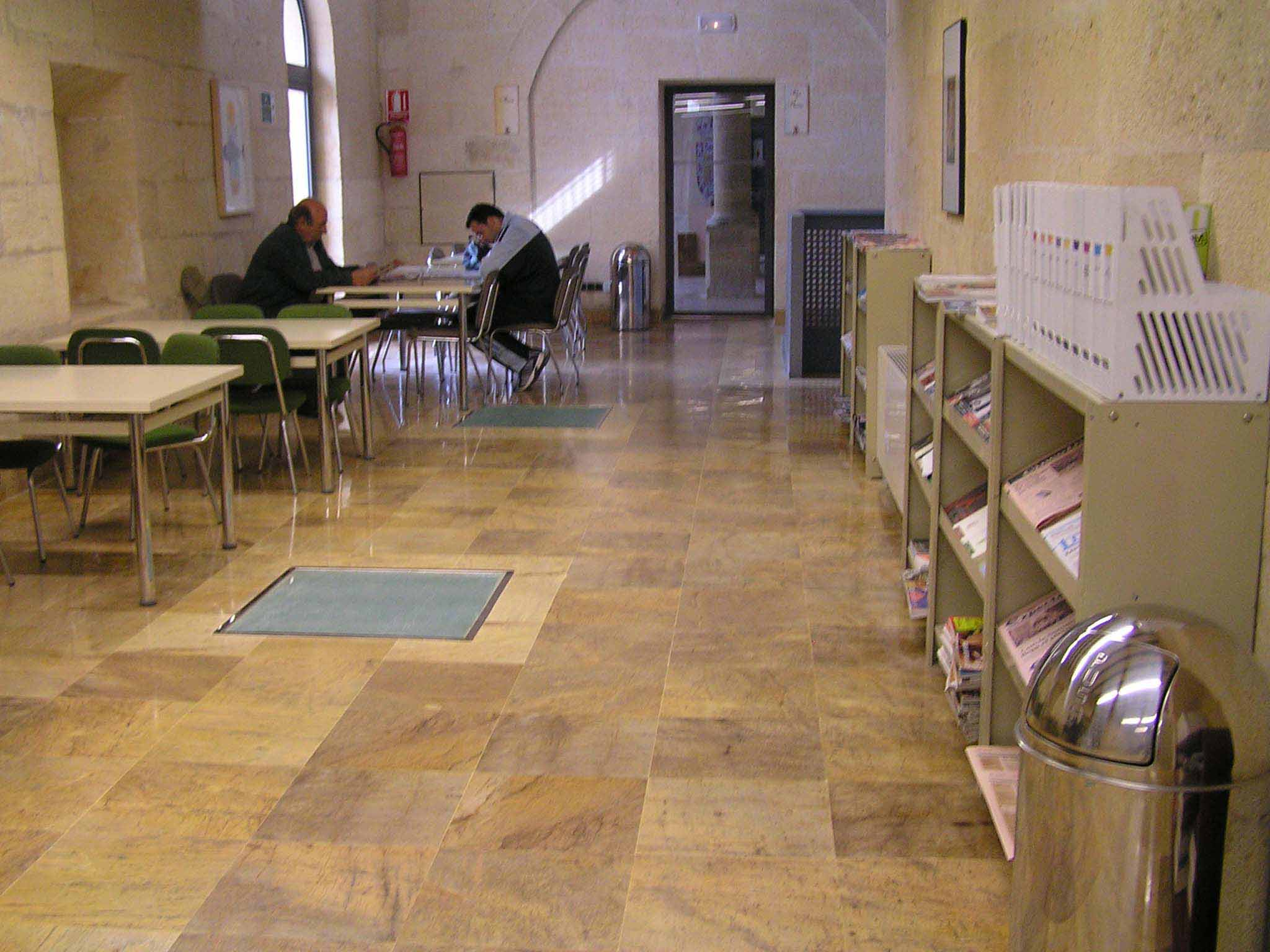
Suelo de mármol, en una biblioteca pública, en España.

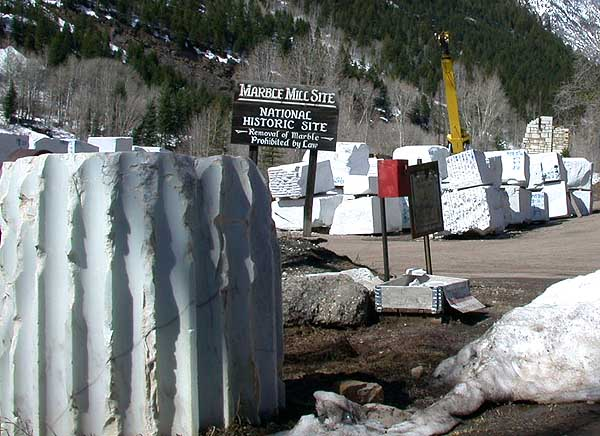
Bloques de corte de mármol en el histórico molino en Marble, Colorado.

- Dureza Mohs = 3-4; (se puede rayar con todo lo que tenga una dureza igual o mayor).
- Dureza Rosiwal = inferior a 10.[7]

Transparencia
- El mármol en láminas más o menos finas es translúcido.

Densidad
- 2,6 a 2,8 g/cm³ variable en función de los agregados y proporción que la componen.

## Génesis y paragénesis
- Se encuentran en todos los períodos geológicos pero más frecuentemente en el Cámbrico, Silúrico, Carbonífero, Devónico, Triásico, Jurásico, Cretácico y la era Cenozoica, coincidiendo con etapas climáticas cálidas en las que se formaron abundantes masas calizas. Para la formación del mármol es necesario, además, que estas rocas sean afectadas posteriormente por el metamorfismo asociado a episodios orogénicos.
- Según donde se encuentre, se determina con mayor exactitud su origen, pero independientemente de ello, puede ser originado como consecuencia de procesos metamórficos, magmáticos, hidrotermales o sedimentarios.
- Pueden tener trazas más o menos significativas de carbonato magnésico (mármol dolomítico), algo más escasas de cuarzo, e incluso de micas y serpentinas.
- Junto a la calcita, principal mineral del mármol, pueden aparecer otros secundarios, como wollastonita, grafito, clorita, talco, mica, cuarzo, pirita y algunas piedras preciosas como corindón, granate o zirconita, entre otros muchos.

## En la arqueología y el arte

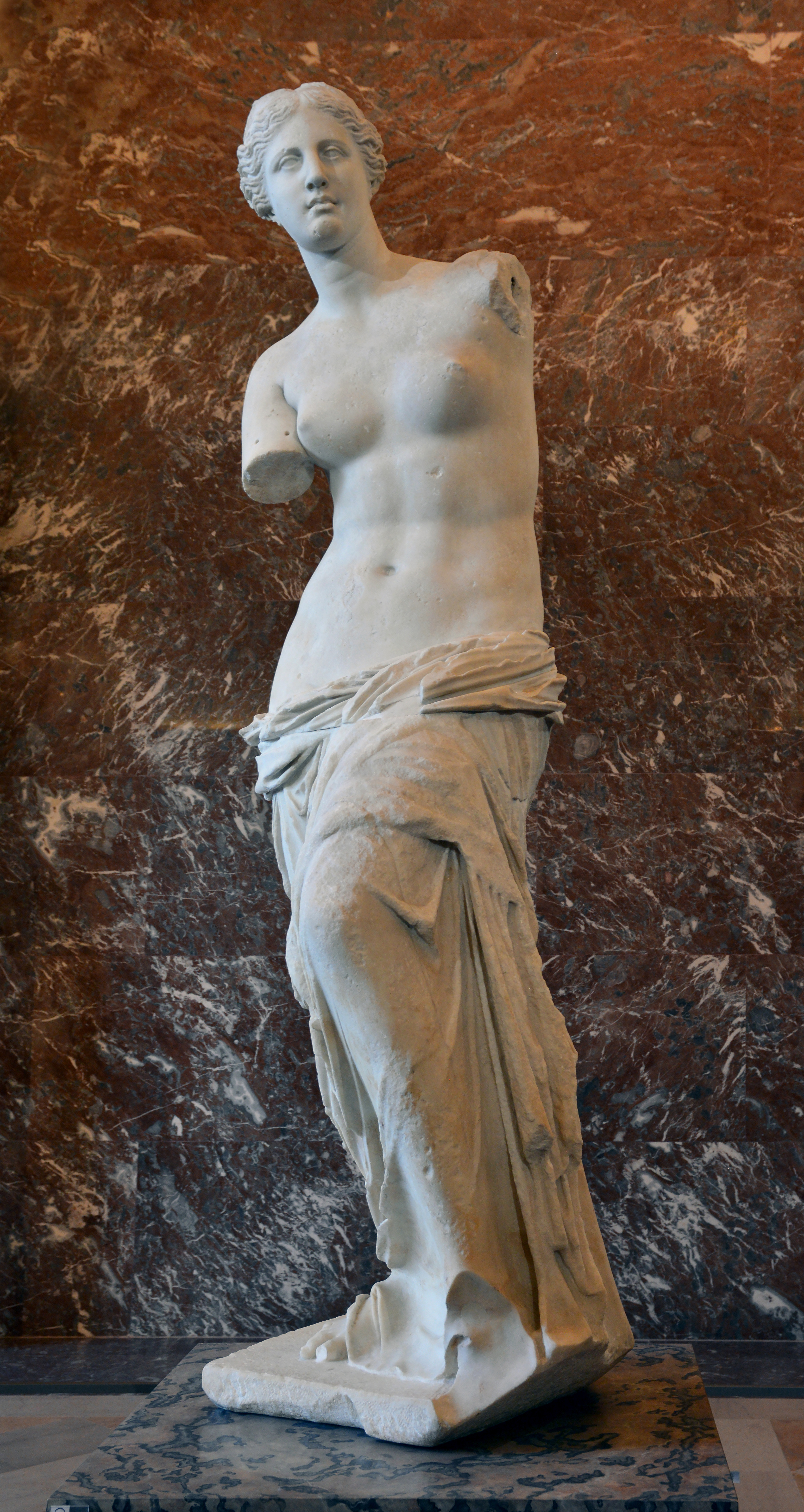
La Venus de Milo (Museo del Louvre, París) es la “escultura propia” (de pie) realizada en mármol más conocida del mundo, junto al David de Miguel Ángel.

Desde el punto de vista de las artes, el concepto de mármol se establece según su apariencia, referido a las piedras calizas que son susceptibles de un pulimento fino, logrado gracias a la compacidad de la formación de sus materiales aglomerados. Incluso se acepta y extiende el concepto de mármol a rocas que presentan un aspecto de acabado semejante en apariencia al mármol, a pesar de que en su composición, la presencia de carbonato cálcico sea escasa o nula. Es por esto que, de vez en cuando, como el mármol era un material predilecto en la Antigua Grecia, se le denominaba generalmente «piedra» (en griego, λίθος, lýthos), en algunas inscripciones, con la expresión λευκός λίθος (piedra blanca).
El mármol fue muy apreciado en la antigüedad y llegó a ser el material favorito de los escultores y arquitectos griegos y romanos convirtiéndose en símbolo de poder. También es un símbolo cultural de la tradición y el gusto refinado.[cita requerida] El mármol se usaba originalmente en la Grecia Arcaica para la realización de esculturas decorativas debido a su rigidez y resistencia.
- Es famoso el mármol blanco de Carrara, en Italia.
- Otro mármol blanco de gran calidad y con denominación de origen es el mármol de Macael, originario de Macael (España). Dicha población es conocida como la “Ciudad del Oro Blanco” debido a la cantidad y calidad de su mármol, y al estar todas sus plazas y aceras cubiertas de este. Este mármol se puede encontrar en obras como el Patio de los Leones de la Alhambra de Granada.
- El mármol  immitio marble, que los romanos llamaron marmor hymmettium, se extraía del monte Himeto al sur de Atenas. Su color es ceniciento y cuando se corta produce un olor desagradable debido a su concentración de materiales orgánicos. En la antigüedad se conocía como marmo greco fetido. Los artesanos lo llamaban "mármol cebolla", debido a que su olor recordaba al de la cebolla. El mármol immitio fue el primer tipo de mármol que importaron los romanos. Se compraba en forma de pilares, varios de los cuales soportan el techo principal de Santa María Maggiore, de San Pietro in Vincoli y de San Pablo Extramuros, todas en Roma.
- En la historia, como materia prima para elaborar objetos artísticos, fue utilizado por primera vez en Yasemek Gaziantep, Turquía por los hititas, en los años 1600 a. C.

## Extracción y procesamiento de mármol

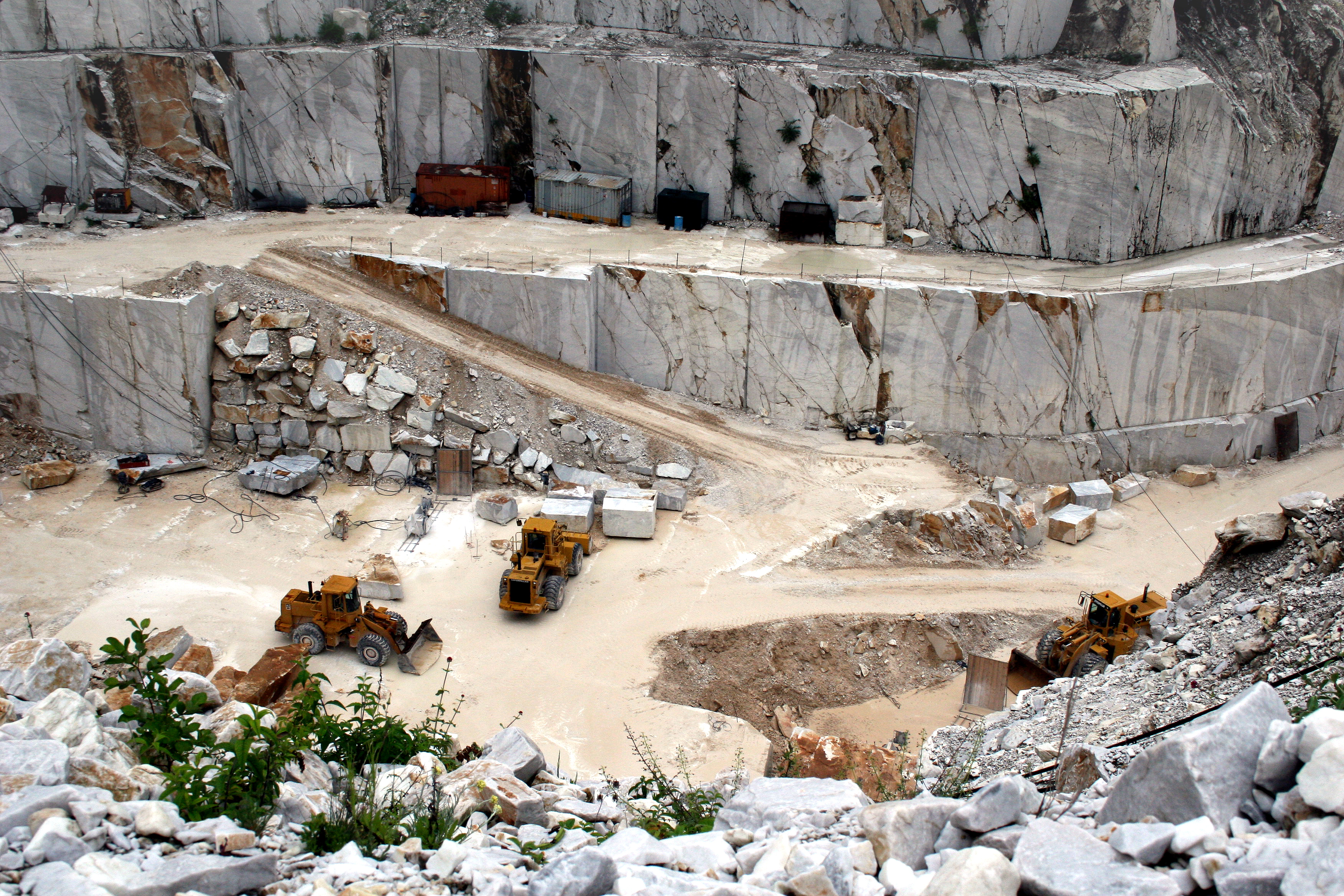
Extracción de mármol de Carrara, Italia.

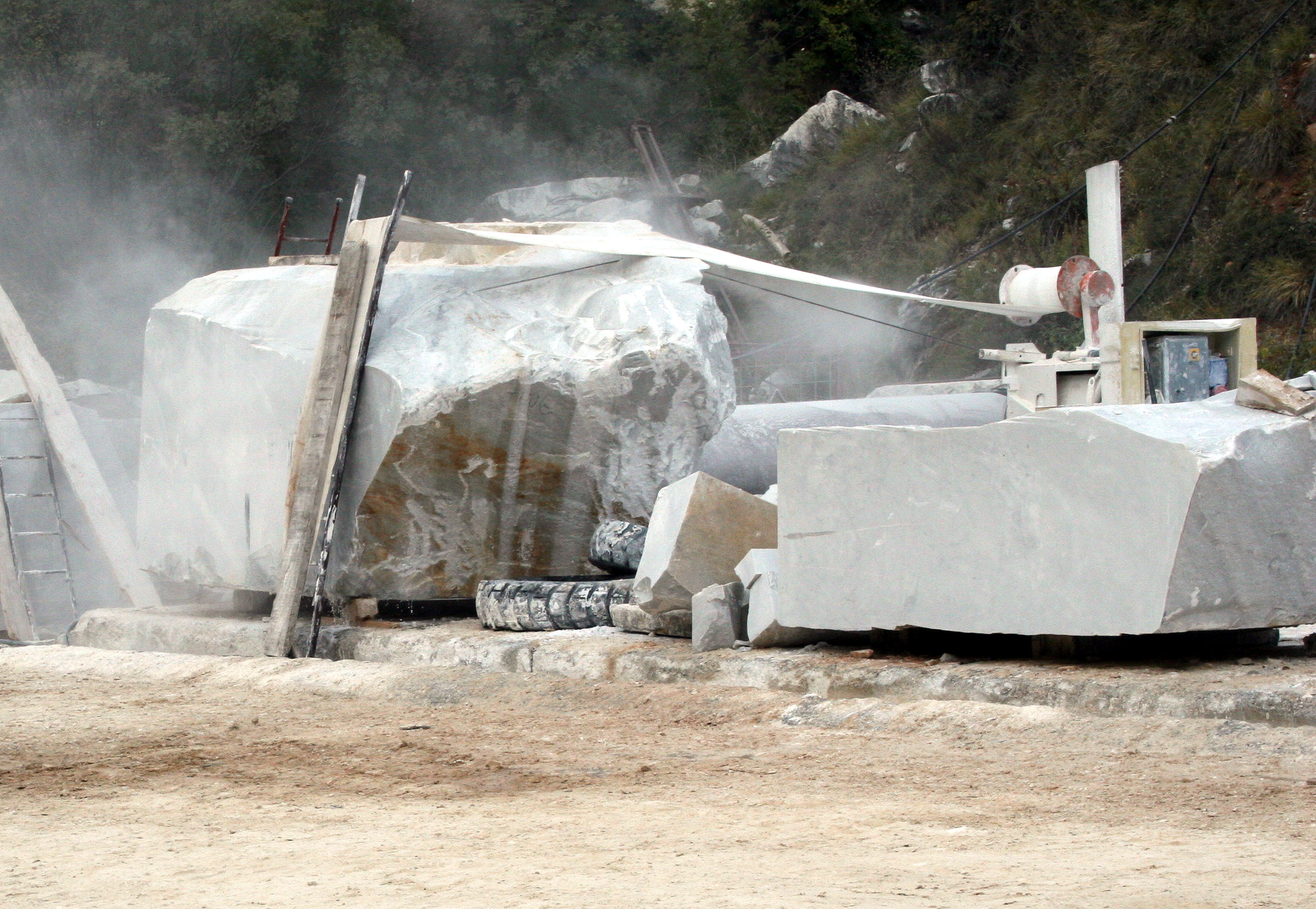
Una sierra de hilo da forma a un lingote de mármol en una cantera de Carrara, en los Alpes Apuanos.

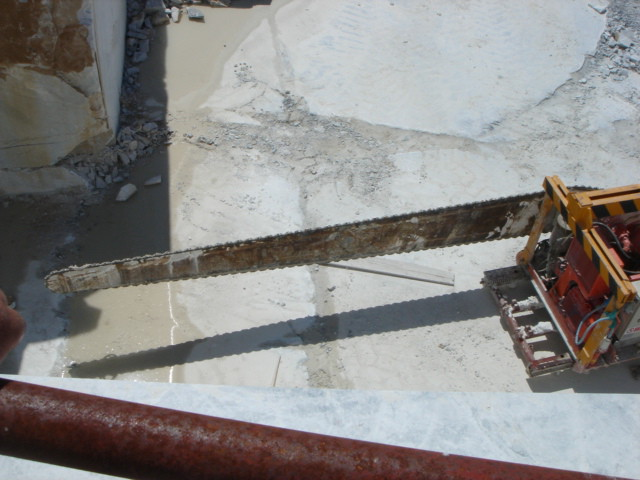
Un cortador con una espada de 5 metros de largo, una especie de motosierra, corta bloques de mármol en bruto de las paredes de la cantera.

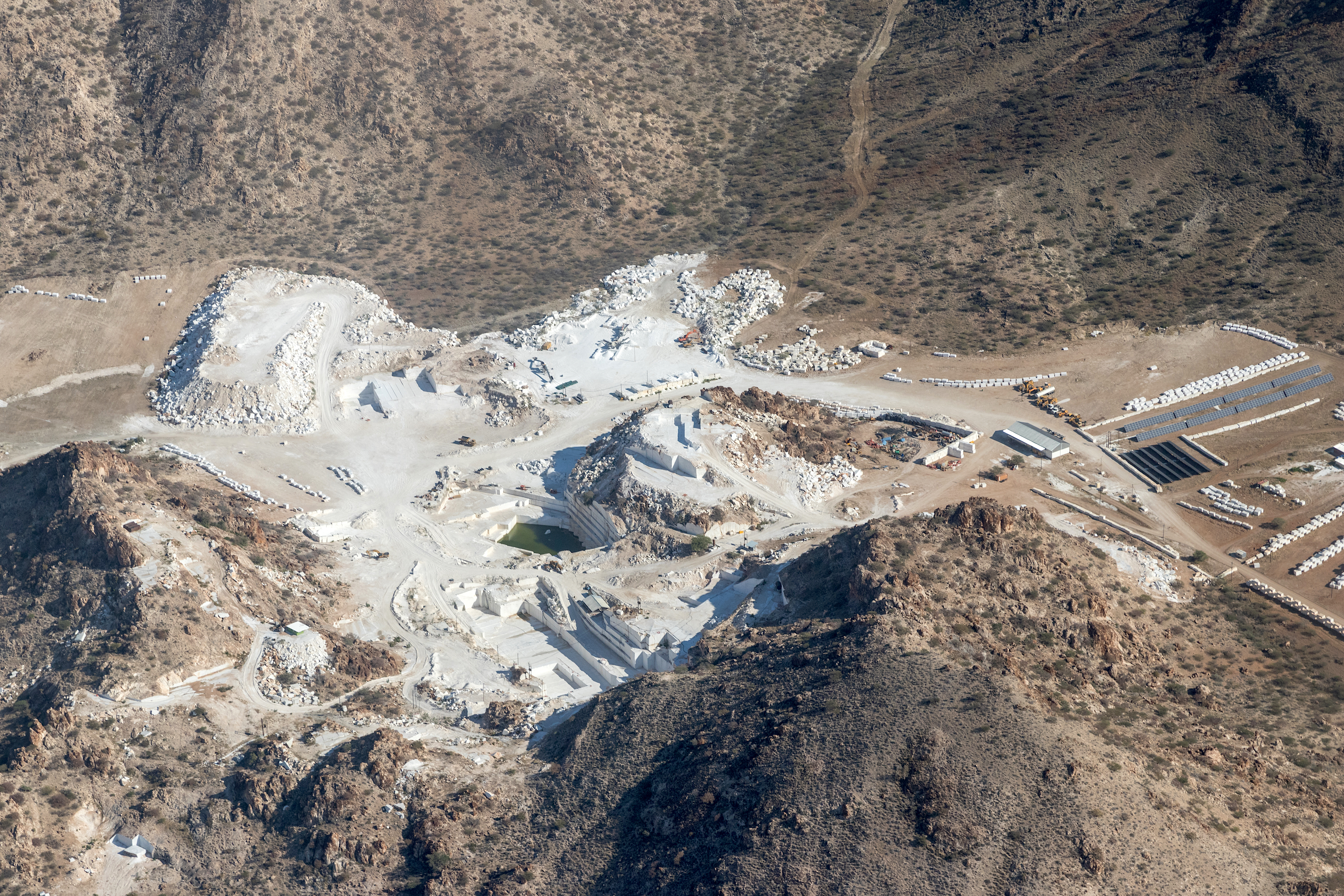
Vista sobre una cantera de mármol de Karibib, Namibia (2018).

En el pasado el mármol se extraía explotando simas con pértigas y usando cuñas de madera hechas para hincharse con agua. Sólo más tarde se utilizaron cuñas de hierro .
El mármol se ha extraído en Europa durante mucho tiempo. En la isla griega de Paros desde aproximadamente el siglo VII a. C. y en Carrara desde el siglo II a. C. Mármol extraído. Poco cambió en la técnica de extracción del mármol hasta el Renacimiento. Desde el Renacimiento hasta la década de 1960, a veces se usaban cargas explosivas que se colocaban en pozos. Cuando se utilizaban explosivos, se producía una gran acumulación de escombros de roca y, en algunos casos, la roca resultaba gravemente dañada por el efecto explosivo.
Las innovaciones técnicas a gran escala en el procesamiento del mármol provinieron de Carrara en Italia. Alrededor de 1815 el trabajador italiano Giuseppe Perugi inventó la primera sierra múltiple para piedra natural, con múltiples hojas de sierra impulsadas por ruedas hidráulicas de alta velocidad. El suizo Carlo Müller siguió perfeccionando esta técnica hasta que, en 1831, el francés Nerier introdujo las sierras para piedra de hasta ocho hojas de sierra, lo que permitió producir varias losas de mármol de gran formato de un centímetro de espesor; el procedimiento fue premiado en 1867 en la exposición mundial de París.  En 1870 ya había 40 aserraderos que utilizaban esta técnica en Carrara, 15 en Massa y 26 en Seravezza. En 1895, en Carrara, Italia, se utilizó por primera vez alambre en espiral accionado por motores diésel para aserrar los bloques de piedra. No solo se usaba agua para enfriar el alambre, sino que los cables de acero tenían cientos de metros de largo y se guiaban a través de las canteras detrás de la salida de la ranura sobre rodillos de desviación para que pudieran enfriarse en el medio. Más tarde los motores diésel fueron reemplazados por motores eléctricos. Hoy en día el mármol ya no se corta con las sierras de hilo largo mencionadas, sino con sierras de hilo corto que solo transportan los llamados hilos de diamante de varias decenas de metros de largo, o con cizallas.
Según los requisitos, las sierras de hilo guían largos cables de acero recubiertos con gruesas perlas de metal duro a través de las capas de mármol en la cantera o a través de los bloques en bruto en las fábricas. Hay diamantes industriales en las perlas de carburo. Un flujo constante de agua enfría el alambre de sierra.
En Italia las cizallas con espadas de sierra suelen cortar juntas sueltas de una longitud de 4 a 5 m en las capas de roca de mármol, que alcanzan una profundidad de trabajo de unos 2-2,50 m. Las Schrämen son grandes motosierras móviles que funcionan sin refrigeración por agua. Además, los bloques en bruto se formatean aún más con martillos neumáticos y herramientas para dividir la piedra, según sea necesario.
Las llamadas bolsas de aflojamiento hechas de chapa de acero se insertan en las juntas de aflojamiento que crean las sierras de hilo y las cizallas, que se llenan con agua o aire a presión. En este proceso de trabajo los bloques se empujan fuera del muro de piedra para su posterior transporte. En la cantera los bloques sueltos se mueven con potentes cargadoras de ruedas y luego se cargan en camiones para su transporte, siempre que no se procesen directamente en el sitio.
Los bloques de mármol en bruto se cortan en losas con sierras múltiples que tienen entre 80 y 120 hojas de sierra, luego los lados visibles se muelen y pulen si es necesario. Los mármoles para piedra se cortan al tamaño deseado con sierras para piedra.
Desde la era industrial el proceso de pulido del mármol y otras piedras naturales se ha llevado a cabo cada vez más con medios mecánicos, con tecnologías manuales y de máquinas totalmente automatizadas. Esto se aplica en particular al pulido de superficies, que ha sido completamente automatizado en los centros de procesamiento europeos desde alrededor de 1975. Para el pulido de objetos tridimensionales con pequeñas áreas curvadas irregularmente, como en el trabajo de un escultor, se requieren pequeñas máquinas herramienta así como medios de procesamiento operados manualmente. El proceso de pulido real es muy similar a los procesos de pulido necesarios y anteriores. Un disco de lijado generalmente giratorio lleva cuerpos de lijado estandarizados y fabricados industrialmente que contienen componentes abrasivos con tamaños de grano definidos en un compuesto aglutinante blando. Estos abrasivos pueden estar en forma de anillos o cuboides. La placa con las muelas abrasivas adjuntas, que se aplica a la superficie de mármol con la presión y la velocidad de rotación requeridas, elimina la más mínima irregularidad de la superficie de mármol ya muy finamente molida. Cuanto más fino y suave sea este proceso, más brillante será la superficie tratada. La zona de pulido se enfría con agua (en el caso de rocas individuales también otros refrigerantes) para que el desarrollo de calor no provoque microgrietas en los cristales de roca, lo que reduciría el resultado, pero también arrastraría los lodos de molienda resultantes. Hoy en día, el óxido de aluminio (corindón), el carburo de silicio, el óxido de estaño o una mezcla de óxido de magnesio y cloruro de magnesio se utilizan normalmente como materiales abrasivos en las muelas abrasivas. Los agentes de pulido utilizados en las técnicas artesanales históricas, la tierra adecuada (por ejemplo, tripel), la sal de trébol o las sustancias producidas en las fábricas (por ejemplo, rojo de pulido) solo se utilizan en casos especiales hoy en día; así como polvo de diamante. Además los abrasivos contienen plásticos termoendurecibles, que tienen un efecto beneficioso sobre el resultado final durante el proceso de pulido. En el tratamiento final (acabado) del proceso de pulido, se pueden aplicar resinas o ceras disueltas con discos de fieltro giratorios si se requiere. El uso de agentes auxiliares y de pulido, así como las condiciones tecnológicas dependen del tipo respectivo de roca durante todo el curso del tratamiento de la superficie, es decir, se coordinan y utilizan mediante pruebas y experiencia de usuario.

## Posibles orígenes etimológicos del término
Debido a su aspecto brillante tras el pulido, su raíz provendría de la palabra sánscrita mar, que significaba el movimiento de las olas del agua, y que se habría usado como metáfora de las incidencias lumínicas en la superficie del mármol, exagerando el «movimiento» de la luz con la palabra mar-mar, que señalaba una agitación más fuerte de las olas. De esta raíz, pasaría al griego como el verbo μαρμαιρω (marmairō, «resplandecer»), indicando tal movimiento de las luces. Finalmente, el término pasó a ser μάρμαρος (mármaros), que derivaría al latín marmor.

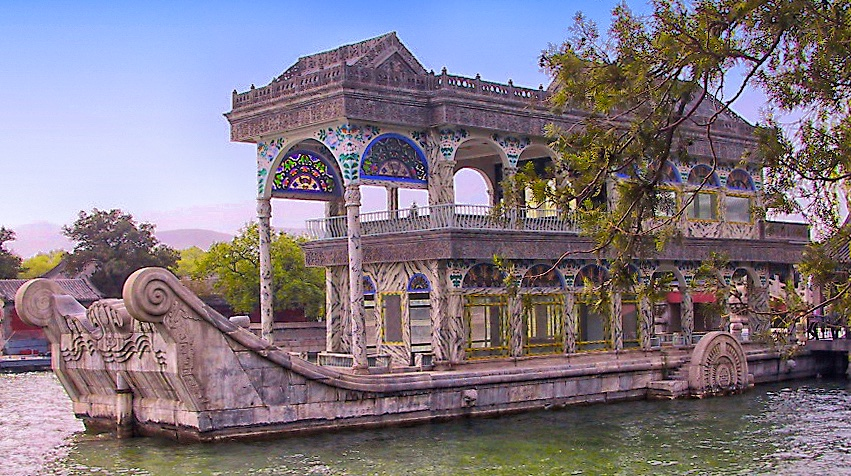
El barco de mármol, un pabellón junto al lago en el Palacio de Verano en Pekín, China

La palabra mármol deriva del griego antiguo μάρμαρον (mármaron), de μάρμαρος (mármaros), 'roca cristalina, piedra brillante', quizá del verbo μαρμαίρω (marmaírō), 'destellar, centellear, brillar'; R. S. P. Beekes ha sugerido que un origen «pre-griego es probable».
Este tema es también el antepasado de la palabra inglesa marmoreal, que significa 'parecido al mármol', mientras que el término inglés marble se parece al francés marbre. La mayoría de los demás idiomas europeos (con palabras como marmoreal) se asemejan más al griego antiguo original.